# Blekinger Runensteine

Verbreitung von Runensteinen in Schweden

Die Blekinger Runensteine oder auch Blekinger Gruppe ist eine Gruppe von Runensteinen (schwedisch Runsten) mit ursprünglich unterschiedlichen Standorten um die Stadt Sölvesborg in der südostschwedischen Provinz Blekinge län. Die Steine tragen Inschriften im älteren Futhark in späturnordischer Sprache. Die Runensteine in Blekinge und Schonen tragen Nummern des dänischen Nummernkreises (DR), da die Gebiete lange zu Dänemark gehörten.
Die Gruppe besteht aus sechs Fragmenten; und (nummerisch geordnet) aus den Steinen:
- Stentoftesten (DR 357, KJ 96)
- Gummarpsten (DR 358, KJ 95)
- Istabysten (DR 359, KJ 98)
- Björketorpsten (DR 360 U, KJ 97)

## Beschreibung
Nur der Stein von Björketorp befindet sich heute noch am ursprünglichen Aufstellungsort. Die Besonderheit der Gruppenbildung dieser Steine ist im Wesentlichen durch runologisch-linguistische Sachverhalte begründet und in kultur- und religionswissenschaftlichen Bezügen.
- Zu den runonlogischen und linguistischen Aspekten der Besonderheit gelten die Steine, beziehungsweise die Inschriften als wichtige Zeugen des Übergangs vom 24-typigen älteren Futhark zur verkürzten 16-typigen jüngeren Futharkreihe, was Änderungen in der Graphematik zur Folge hatte und lautlich die Übergänge vom urnordischen (runennordisch) zum altnordischen bezeugt, beziehungsweise diesen Prozess nachvollziehbarer macht. Insbesondere zeigt sich dies an der Verwendung der zwei A-Runen wie für vokalische Lautwerte und Umlaute.[2]
- Der inschriftliche Kontext ist kultur- und religionsgeschichtlich zunächst durch rituell-magischem Inhalt (Fluchformeln) für die altgermanische Religionswissenschaft anhaltend eine wichtige Quelle. In Bezug zur germanischen Kultur- und Stammeskunde sind die Inschriften der Gruppe wissenschaftlich bedeutend durch identifizierende Verbindungen aufgrund der Namensnennung von Personen als Stifter der Steinsetzungen (Istaby: Hariwulf, Haduwulf, Heruwulf) aus dem Geschlecht der schwedisch-dänischen Kleinkönige/Fürsten der Wülfinge des 7. Jahrhunderts.[3] Daher stehen insbesondere die Inschriften der Steine von Björketorp und Stentoften im Fokus der Forschung, da deren Inschriften im Grunde denselben Text bieten – der sogenannten „Blekinger-Formel“ in Bezug auf die einführend genannten Fluchformeln.[4]

## Inschriften
In der Regel nach der Lesung durch Elmer H. Antonsen. Übersetzungen ins Deutsche in der Regel nach den online abrufbaren Einträgen des „Runenprojekts“ der Universität Kiel zu Antonsen, Thomas Birkmann, Klaus Düwel und Wolfgang Krause.

### Stentofte
Der Stentoftenstein wurde erstmals 1830 schriftlich beurkundet. Der Stein wurde auf einem Flurstück unweit der Burg von Sölvesborg gefunden, vermutlich einst eingekreist durch Bautasteine, vergleichbar mit der Aufstellungssituation des Björketorpstein. Der 1,2 m hohe Stein wurde 1864 in die Kirche von Sölvesborg verbracht und im dortigen Portal aufgestellt.
Datierung der Herstellung/Aufstellung 600–650 n. Chr.
(I) niuhAborumz (II) niuhagestumz (III) hAþuwolAfzgAfj
(IV) hAriwolAfzmAg*usnuh*e (V) hidezrunonofelAhekAhederAginoronoz
(VI) herAmAlAsAzArAgeuwelAdudsA^AtbAriutip
- Transliteration:

ni uhA borumz ni uha gestumz hAfniwolAfz gAfj hAriwolAfz mAg[i]u snuh*e hidezruno no felAh
- Übersetzung:

„Den neuen Bauern, den neuen Fremdlingen gab Haþuwolªfʀ gutes Jahr. Hariwolªfʀ ... ist nun Schutz. Der Glanzrunen Reihe berge ich hier, Zauberrunen. Rastlos durch Argheit, einen tückischen Tod habend, wer das bricht.“
Alternativ:
„Durch [das Opfer von] neun Böcken, neun Hengsten gab Haþuwolªfʀ ein gutes Jahr. Hariwolªfʀ ist dem Jungen jetzt Schutz. Der Glanzrunen Reihe berge ich hier, Zauberrunen. Rastlos durch Argheit, eines tückischen Todes [ist], wer dies [Denkmal] zerstört.“

Blekinger Runensteine
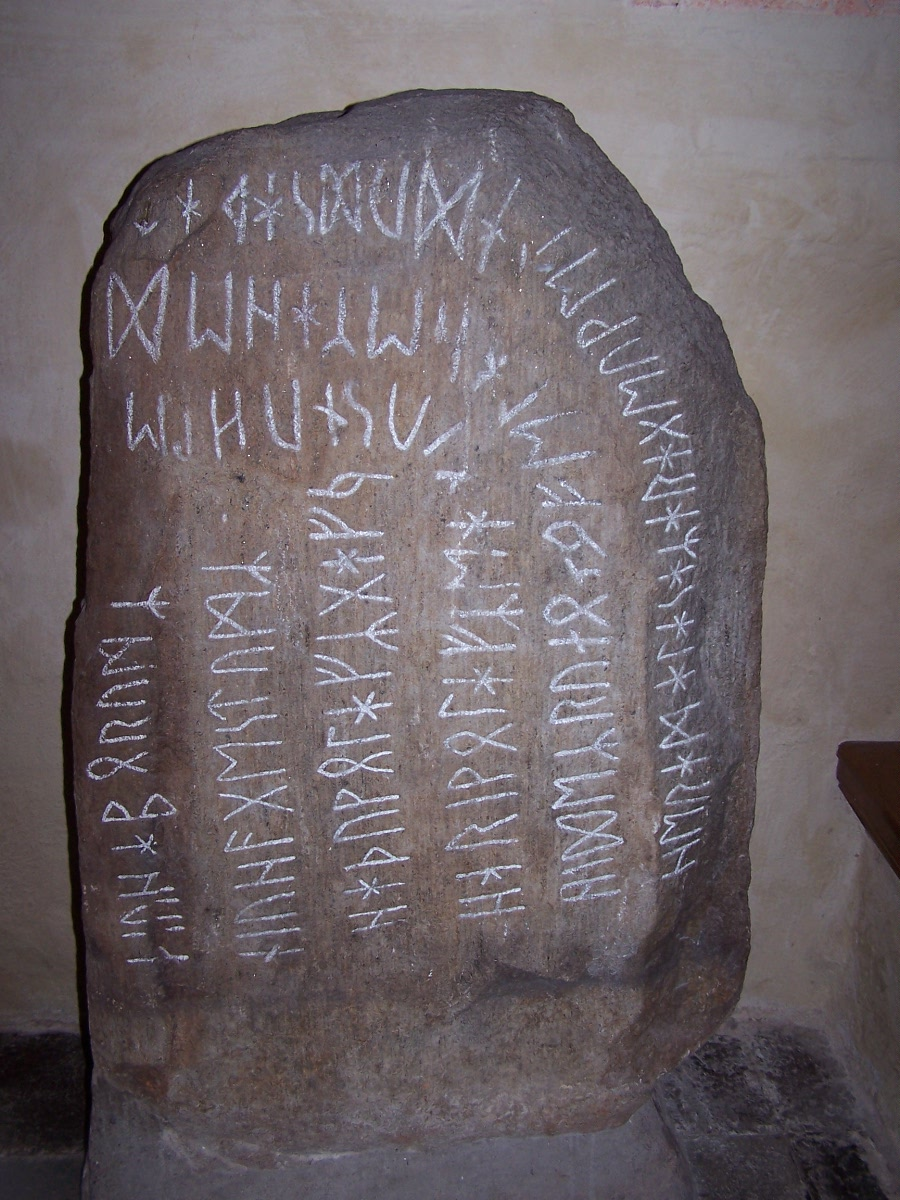
Runenstein von Stentoften
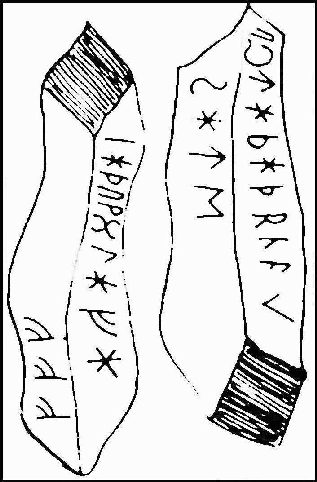
Abschrift Gummarp-Inschrift Ole Worm 1643.
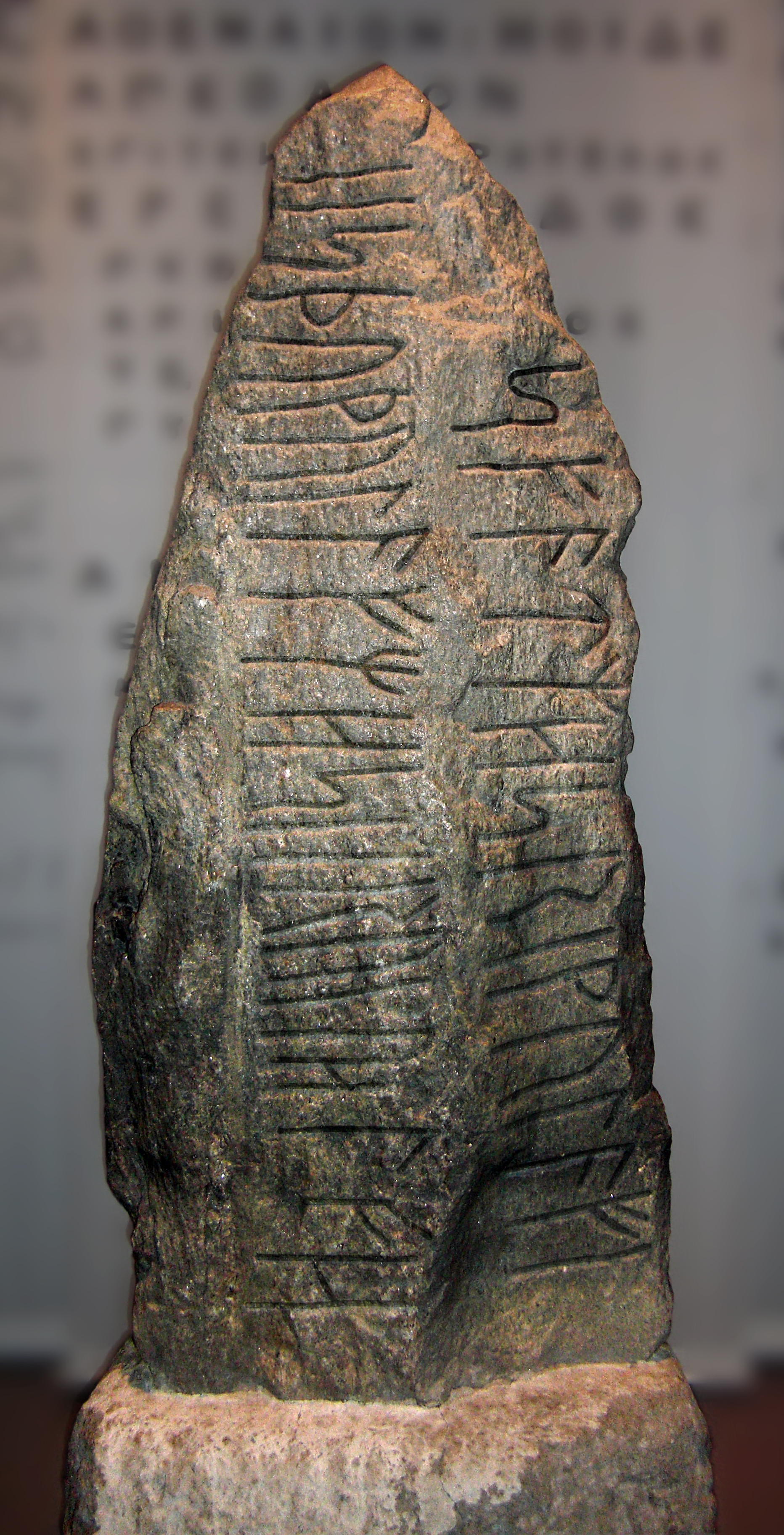
Runenstein von Istaby
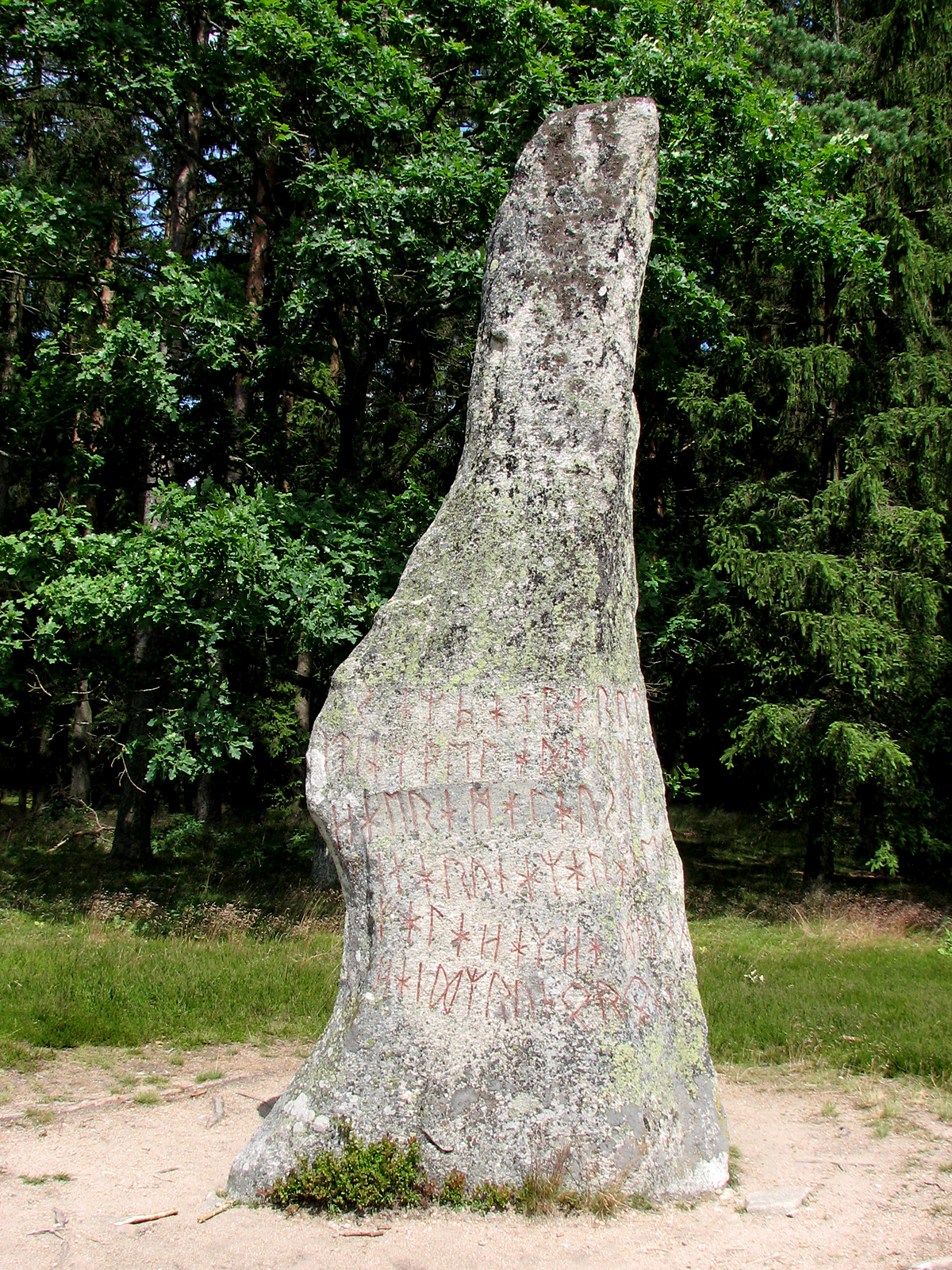
Runenstein von Björketorp

### Gummarp
Datierung der Herstellung/Aufstellung 600–650 n. Chr.
(A) hAþuwolAfA
(B) sAte
(C) stAbAþria
(D) fff
- Transliteration:

hAþuwolAfA sAte stAbA þria fff
- Übersetzung:

„Hǫþuwulafz [PN Kampf-Wolf] setzte drei (Runen)Stäbe, fff [mögliche Abreviatur durch Begriffsrunen (Fehu) für Vieh, Besitz, Reichtum]“
Der Stein stammte ursprünglich aus der Gemarkung Gommor (Gommor Eng) in der Nähe des namenstiftenden Ortes Gummarp bei Sölvesborg. Der vermutlich ursprünglich 0,6 m hohe Stein wurde 1627 auf einem Feld gefunden, beziehungsweise seit dem publik gemacht. 1652 wurde der Stein nach Kopenhagen auf dem Hof der Trinitatis Kirke verbracht, wo er im großen Stadtbrand des Jahrs 1728 verschollen oder zerstört wurde. Eine zur Fundzeit angefertigte Abschrift per Zeichnung des Steins durch Jon Skonvig bildet die heutige Überlieferung der Inschrift. Skonvig war der Illustrator von Olaf Worm (Olaus Wormius), der Skonvig beauftragte, für dessen Sammlung der dänischen Runenzeugnisse Zeichnungen anzufertigen.

### Istaby
Datierung der Herstellung/Aufstellung um 600–650 n. Chr.
- Inschrift:

(A) (I) AfatzhAriwulafa (II) hAþuwulafzhAeruwuIaflz
(B) warAitrunAzþAiAz
- Transliteration:

Afatz hAriwulafa hAþuwulafz hAeruwulafiz warAit runAz þAiAz
- Übertragung:

„Haþuwulafz [PN Kampf-Wolf], Sohn des Hjǫruwulafz [PN Schwert-Wolf], ritzte diese Runen in Erinnerung an Haeriwuiafz [PN Heer-Wolf]“
Der Stein von Istaby wurde 1748 bei der namengebenden Ortschaft Istaby bei Sölvesborg  beurkundet. Der 1,8 m hohe auf zwei Seiten beschriebene Stein befindet sich heute in der Ausstellung des „Statens Historiska Museet“ in Stockholm.

### Björketorp
Datierung der Herstellung/Aufstellung 600–650 n. Chr.
(A) (I)  hAidzrunoronu (II) fAlAhAkhAiderAg
(III) inArunAzArAgeu (IV) hAerAmAlAusz
(V) utiAzwelAdAude (VI) sAzpAtbArutz
(B)      upArAbAsbA
- Transliteration:

hAidzruno ronu fAlAhAk hAiderA ginArunAz ArAgeu hAerAmAlAusz uti Az welAdAude sAz bAt bArutz ubArAbA sbA
- Übersetzung:

„Die Reihe der Glanzrunen übergebe ich hier, mächtige Runen. Schutzlos durch Argheit, eines heimtückischen Todes in der Fremde ist, wer dies zerstört. Verderbenbringende Prophezeiung.“